# 李子乾

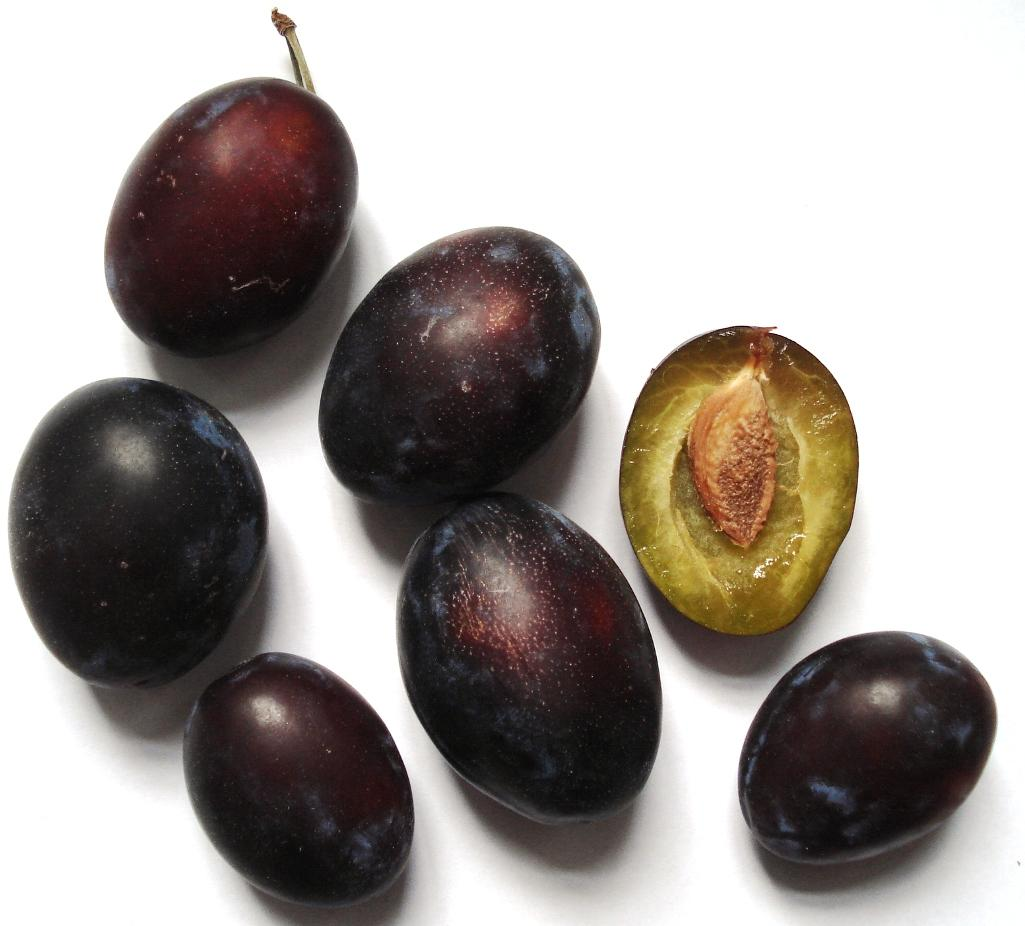
新鮮的西梅李，是西梅乾的原材料。

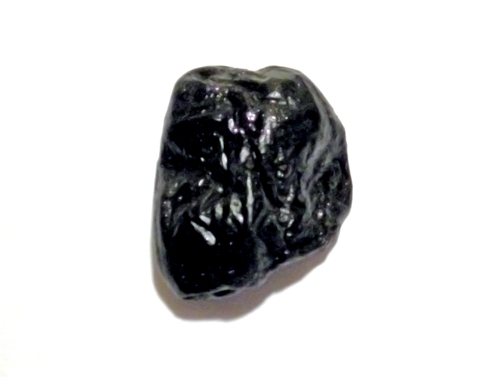
已乾製的西梅乾

李子乾（英語：prune）是以李子製成的果乾。通常用西梅李製作，稱為西梅乾、洋李乾或洋李脯。
用來製作李子乾的李子一般是離核型，與其他粘核型的李子有所不同。
西梅乾含有 64% 的水，包括膳食纖維、2% 的蛋白質、豐富的維生素 K 以及適量的維生素 B 和膳食礦物質。山梨糖醇中的膳食纖維含量可能提供與食用西梅相關的通便作用。

## 參看
- 西梅李
- 膳食纖維

## 外部連結
- INC, International Nut and Dried Fruit Council Foundation （页面存档备份，存于）
- California Prune Board （页面存档备份，存于）